# Susanne Flor
Susanne Flor ist eine deutsche Fernsehproduzentin.

## Karriere
Susanne Flor ist seit Juli 2008 bei der Network Movie Film- und Fernsehproduktion GmbH in Köln als Producerin und seit Anfang 2017 als Produzentin tätig. Neben der Betreuung der „Soko Köln“ bis 2010 entwickelte sie diverse Serien- und Reihenformate für ZDF Fernsehfilm und Serie I und II und ZDFneo, u. a. „Bettys Diagnose“ (Redaktion: Katharina Görtz, Johannes Frick-Königsmann) „Die Chefin“ (Redaktion: Günther van Endert, Ronja Reitzig) und „Unbroken“ (Redaktion: Elke Müller, Diana Kraus), die sie erfolgreich einstartete bzw. „Die Chefin“ heute weiterhin als Produzentin verantwortet. Aus der Entwicklung von Fernsehfilm-Einzelstücken entstand u. a. 2015 die quotenstarke ZDF-Komödie „Neid ist auch keine Lösung“ unter der Regie von Tobi Baumann (Redaktion Thorsten Ritsch). Susanne Flor arbeitete vor ihrem Wechsel zur Network Movie für mehrere Produktionsfirmen, u. a. als Junior-Producerin der UFA Film- und Medienproduktion für die Projekte „Soko Rhein-Main“, „Ihr Auftrag, Pater Castell“ (beides ZDF, Redaktion: Elke Müller) und „Ein Fall für Nadja“ (ARD/MDR, Redaktion Jana Brandt, Rainer Männel).
Für die Mini-Serie Unbroken wurde sie 2021 für den deutschen Fernsehpreis nominiert.

## Filmographie (Auswahl)
- 2021: Unbroken (Fernsehserie, 6 Episoden)
- 2016: Neid ist auch keine Lösung (Fernsehfilm)
- 2015: Bettys Diagnose (Fernsehserie, 12 Episoden)
- 2012: Die Chefin (Fernsehserie, 79 Episoden)
- 2009–2012: SOKO Köln (Fernsehserie, 49 Episoden)
- 2008: Ihr Auftrag, Pater Castell (Fernsehserie, 3 Episoden)
- 2006–2007: SOKO Rhein-Main (Fernsehserie, 11 Episoden)